# Beaumettes
 Beaumettes  es una población y comuna francesa, en la región de Provenza-Alpes-Costa Azul, departamento de Vaucluse, en el distrito de Apt y cantón de Gordes.
No está integrada en ninguna communauté de communes.

## Demografía
| 135 | 102 | 139 | 206 | 219 | 194 |
| Para los censos de 1962 a 1999 la población legal corresponde a la población sin duplicidades (Fuente: INSEE [Consultar]) |     |     |     |     |     |